# 寡脉红山茶
寡脉红山茶（学名：Camellia oligophlebia）是山茶科山茶属的植物。分布于中国大陆的四川等地，生长于海拔2,500米的地区，见于疏林中，目前尚未由人工引种栽培。